# Idomene kabylica
Idomene kabylica är en kräftdjursart som beskrevs av Albert Monard 1936. Idomene kabylica ingår i släktet Idomene och familjen Thalestridae. Inga underarter finns listade i Catalogue of Life.